# Circuito cittadino di Hyderabad
Il circuito cittadino di Hyderabad è un tracciato automobilistico situato a Hyderabad.

## Il tracciato
La pista, realizzata appositamente per il campionato mondiale di Formula E 2022-2023, è lunga 2830 km e si compone di 18 curve.